# 988
Cette page concerne l'année 988  du calendrier julien. Pour l'année 988 av. J.-C., voir 988 av. J.-C.
L'année 988 est une année bissextile qui commence un dimanche.

## Événements
- 6 janvier : date possible du baptême de Vladimir Ier, Grand-prince de la Rus' de Kiev, au christianisme. Le peuple tout entier est baptisé à Pâque ou Pentecôte de cette même année[1].
- 23 mars[2] : Baudouin IV devient comte de Flandre (fin en 1035).
- 4 avril : ordonnance du basileus Basile II abrogeant la novelle de Nicéphore Phocas de 964 interdisant de nouvelles fondations pieuses[3].
- Mai : Charles de Lorraine prend Laon, fait prisonnier l’évêque Ascelin, la reine Emma et l’évêque Adalbéron II de Verdun[4].
- Fin-juin : Hugues Capet et son fils Robert font le siège de Laon. L’impératrice Théophano propose sa médiation. Une conférence entre Théophano et la reine Adélaïde est fixée au 22 août à Stenay[4].
- Été : une flotte russe est envoyée à Constantinople, menacée par la révolte de Bardas Phocas, qui est battu près de Chrysopolis[5].
- Août : Charles de Lorraine, assiégé dans Laon, tente une sortie. Hugues Capet doit lever le siège[4].
- Octobre : Hugues Capet reprend le siège de Laon mais doit l'abandonner à l'approche de l'hiver[4].

- Date retenue pour la fondation de la ville de Baile Átha Cliath, future Dublin en Irlande[6]. En 998, le roi scandinave de la ville accepte de payer une once d'or d'impôt annuel pour chaque manse au Ard rí Érenn Mael Seachnaill II Mór[7].
- Abbon de Fleury devient abbé de Saint-Benoît-sur-Loire[8].
- En Chine, la dynastie Liao adopte le système de recrutement des fonctionnaires par examens et organise son administration selon le modèle chinois[9].
- Le calife fatimide Abu Mansur Nizar al-Aziz Billah fonde au Caire une université de théologie et de droit dans la mosquée al-Azhar. Trente-cinq juristes donnent des cours chaque vendredi après la prière[10].